# Sirakava-gó
Sirakava-gó(白 川 郷) Honsú szigetén (本州 ) található, Gokajamával együtt (五箇山) egy egész területre utalnak, amik Gifu és Tojama prefektúrára is kiterjednek. Az UNESCO világörökségi helyszínévé nyilvánították őket 1995-ben, elsősorban a hagyományos gassó-zukuri parasztházaik után, amelyek közül néhány több mint 250 éves. A kulturális örökség három történelmi, hegyi faluból áll, ezek Ogimacsi (荻町) Sirakavából, valamint Ainokura (相倉) és Suganuma (菅沼) Gokajamából. Területük 68 hektár, a Sógava folyó völgyében helyezkednek el. Sirakava maga Gifu prefektúra északnyugati részén, Óno körzetben, Csúbu régióban terül el. Ezek a tájak jól ismertek a kemény teleikről, nagy havas tájaikról és az imént említett gassó-zukuri (合掌 造 り) stílusban megépített házaikról.

## Földrajz
A falu egy távoli völgyben helyezkedik el, magas és masszív hegyekkel körülvéve, ahol télen különösen nagy mennyiségű hó esik le. Sirakava-gó egyik legfontosabb éghajlati jellemzője a kemény telek. A hó decembertől márciusig esik, kb. 2-3 méterrel a terület felett (rekord havazás 4,5 m). Éppen ezért, az emberek különösen hálásak, mikor meglátják az első tavaszi rügyeket, rendkívül szeretik a cseresznye virágokat, várják a nyár friss zöld illatát. Ősszel pedig betakarításkor a jó termésnek örülnek, és annak érdekében, hogy kifejezhessék hálájukat, fesztiválokat tartanak. Soha sem volt gazdag falu, de őseik jól éltek azzal, hogy várakozással tekintik az évszakok megváltoztatását, a klímát teljes mértékben kihasználva. Sirakava-gó földrajzilag „izolált szigetnek” minősül, és nem „felfedezett térség”-ként is nevezik, nem csak a környező hegyvidékes terep miatt, hanem mert a környező területekkel való kapcsolatok blokkolódhatnak hóesés miatt.
A távolság és a megközelítés nehézsége, egészen az 1950-es évekig, korlátozta a régió kapcsolatát a külvilággal. Ez az elszigeteltség vezetett az egyedülálló kultúrájának és hagyományainak kialakulásához, beleértve a Gassó-stílusú parasztházakat is, amelyeket nemzedékeken keresztül adtak át. Az imént említve, a terület 96%-át erdő borítja, míg a termőföldek a régiónak csupán 0,4%-át teszik ki. A Só-folyó a régió központjában fekszik. A déli hegyekben emelkedik, majd észak felé halad a Japán-tenger felé egy mély, kanyargós és keskeny völgyben, melyet 1500 méter magas hegyek vesznek körül. A falu olyan helyeket is tartalmaz, mint a Hakusan Nemzeti Park és az Amo prefekturális Természeti Park, ahol a természet sok éve zavartalan. A meredek terepeknek következtében az ezen a területen található falvak többsége a völgy alján lévő keskeny síkságokon helyezkednek el. Sirakava-gó legnagyobb falva Ogimacsi.

## Története
A Sirakava-gó elnevezés egy régi japán névből származik, az ősi időkből. Jelentése ,, fehér folyó, ősi kerület˝ (angolról fordítva). Sirakava Falu ( Shirakawa Village) a mai modern közigazgatási terület megnevezése. Emellett a falu a szélesebb „Hida” néven ismert történelmi régióban található. Ma a neveket gyakran kombinálják, például „Hida Sirakava-gó”-ként. Az emberi élet legkorábbi nyomait Sirakava-gó-ban Kr.e.7000-re és 2300-ra datálják. Több kerámiacikket is feltártak, valamint egy festett képet a független Hida-ról, amely kölcsönhatásban áll a környező területekkel. 
A „Sirakava-gó” név először 1176-ban jelenik meg nyilvánvalóan a történelemben. Úgy gondolják, hogy a név ebben az időben széles körben használt volt, ahogy az egy Kiotó-ban élő arisztokrata naplójában írva van. Ezt követően terjedt el a név Japán történetében. A 8. században úgy Sirakava-gó, mint Gokajama, az aszketikus vallási gyakorlatok helyszíne lett, és a hegyi istentisztelet középpontjában az Hakuszan hegység (白山) állt. Ezt követően hosszú ideig a régió a japán Tendai (天台宗 – Tendai-shū) buddhista szekta irányítása alatt volt. A Tendai szekta vallást a 13. században a Dzsódo Sinsu (浄土真宗) buddhista szekta váltotta fel, és továbbra is ő jelenti a vallási befolyást. Napjainkban a világörökség részét képező három falu a Mura rendszer (村 – ami lényegében helyi közigazgatási egységet jelent) korszerű adminisztratív szervezéséhez tartozik.

## Mezőgazdaság és ipar
A hegyvidékes terület és a sík föld hiánya nem túl kedvező környezet a hagyományos rizstermeléshez. Ezért kénytelenek voltak kiegészíteni termésüket más gabonafélékkel, ilyen volt például a hajdina és a köles. Mindazonáltal a mezőgazdaság csupán megélhetési szinten folyt. A falvak lakói a cédrusfenyő megmunkálásával, selyemhernyó tenyésztéssel, és szaké főzéssel is foglalkoznak. A területről érkező piacképes termékek közé tartozik a japán papír (vasi) illetve a kálium-nitrát (salétrom), ami a lőporgyártás egyik alkotóeleme. A selyemhernyó-tenyésztés volt az egyik legjelentősebb szerepű foglalkozás a faluban. A gyártásuk egész a 16. századra nyúlik vissza, ami 1970-es évekig virágzott (kivéve a második világháború idejét), de azóta teljesen eltűnt.

## Építészet

### Házépítés – Gassó-zukuri (合掌造り)
Az egyedülálló parasztházak rendkívül racionális, strukturális rendszereket alkalmaznak, amelyek a természeti környezethez, valamint a hely specifikus társadalmi és gazdasági körülményeihez igazodva alakultak ki. Például: úgy tervezték őket, hogy ellenálljanak a földmozgásoknak és a tél folyamán lehulló nagy mennyiségű hónak, így a kialakítás rendkívül erős. A Gassó-stílusú házat imádkozó építési stílusként is hívhatjuk, mivel a parasztházak meredek nádtetői hasonlítanak a buddhista szerzetesek kezére, akik együtt imádkoznak. Az építészeti stílus sok generáció alatt alakult ki. Kezdetben a környező hegyekben található cédrusokból készítették a gerendákat, azonban a tető stabilitásának érdekében a továbbiakban már meghajlott vörösfenyő törzseket használtak. 

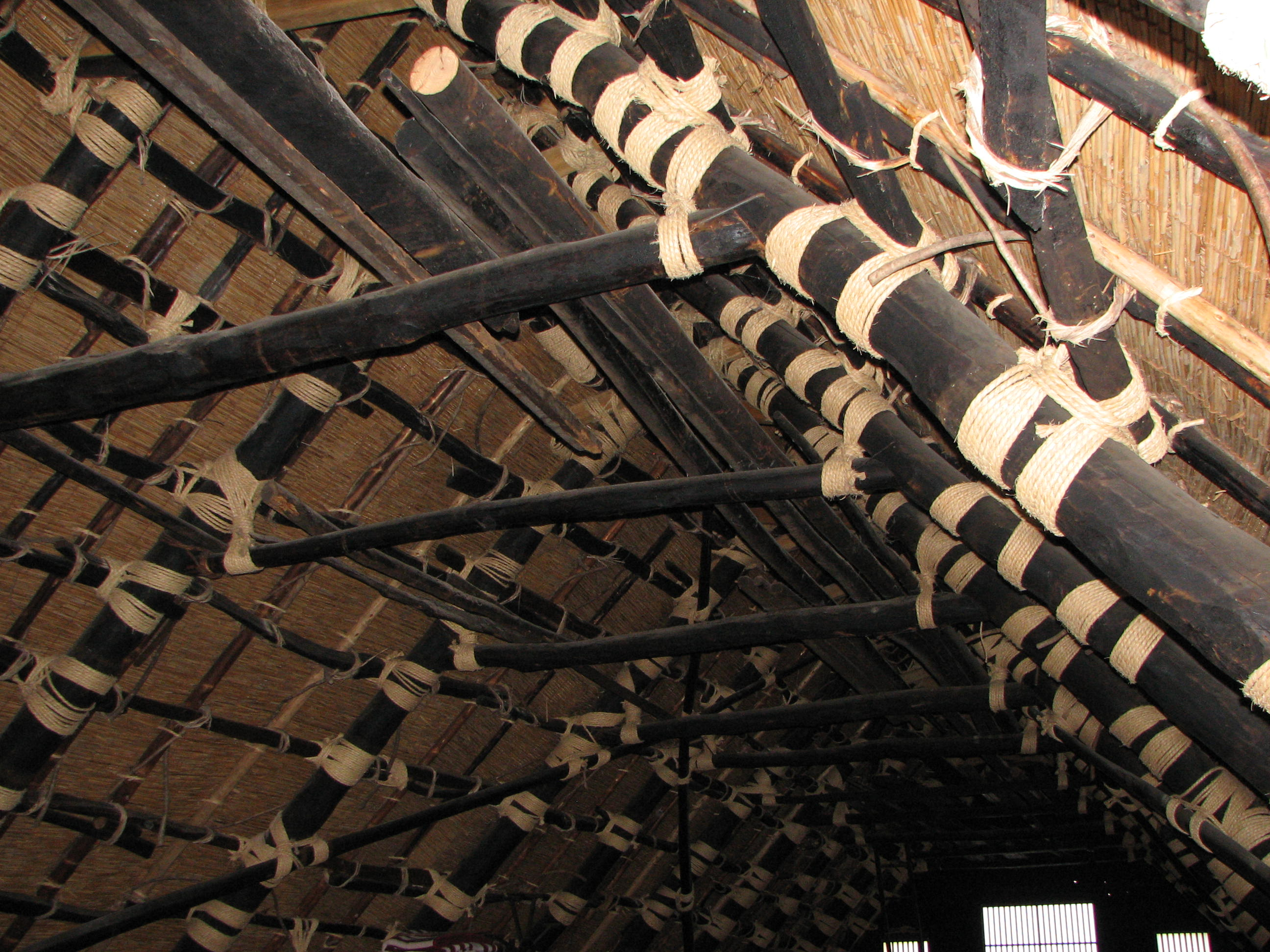

Egymásba illesztésük után kötelekkel rögzítették őket, mindehhez egyetlen vasszöget sem használtak. A tetőre vastag szalmaréteget húztak, így biztosítva szigetelését. A szalmatetőt egy bizonyos fűféléből állítják elő, aminek több fajtája honos Ázsiában. Magyarul ,,japán diszfű˝-ként vagy ,,kínai virágos nád” kifejezéssel illetjük. Ezt megszárítják és több rétegben a tetőre helyezik. Kb. 30-40 évente kell cserélni ezt a szalmát, ilyenkor a falu összes lakója segít (yui: önkéntesek), és együttes munkával 1 nap alatt végeznek. Mindeközben nem csupán friss szalmával borítják be, hanem a réginek egy részét is felhasználják, ami még jó állapotban maradt. Annak érdekében, hogy a rágcsálók, bogarak se tegyenek benne kárt, folyamatosan füstölik. A ház alsó szintjén, a konyha-nappali helyiségben levő nyitott tűzhelyen a család ételt főzött, melegedett, a felszálló füst pedig a legfelső szintekig hatolt, egész a szalmatetőig, emiatt koromfeketék például a tetőgerendák. Több méretben épülnek, a talapzat és az eresz között, a nagyobbaknál akár három-négy emelet is lehet. Ezekben több generáció lakott együtt, kb. 30-50 családtag.

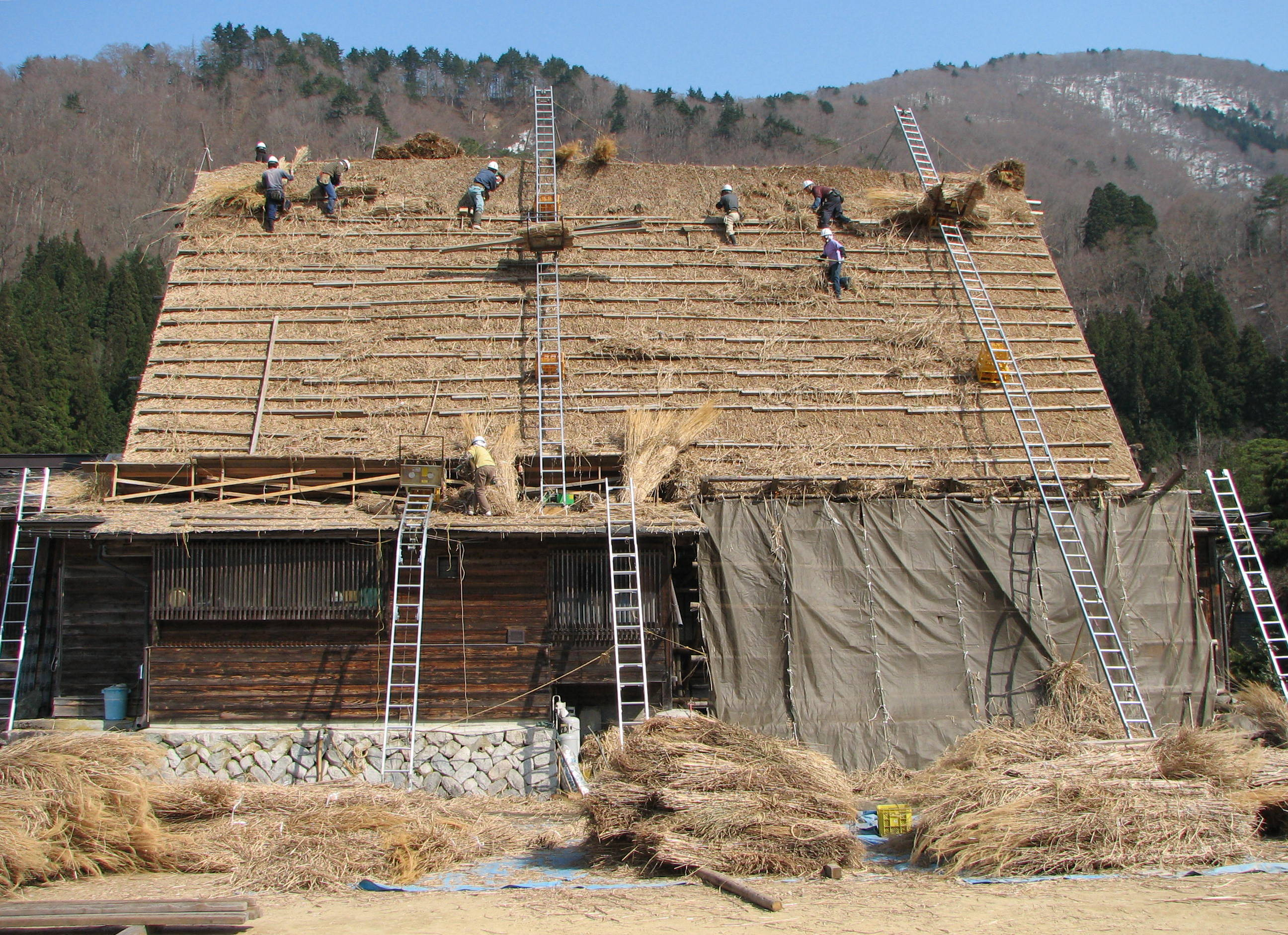

Mivel a régió 96% -át sűrű erdős, hegyvidékes táj jellemzi, a nehéz földmozgató gépek bevezetése előtt, a folyóvölgy hosszában futó keskeny földterületek korlátozták a mezőgazdasági illetve építkezési célok rendelkezésére álló területeket. A gassho-házak padlás részében például mindenkinél selyemhernyók növekedtek, míg a padló alatti (talaj) területeket gyakran használták a kálium-nitrát előállításához, amely egy a puskaporhoz szükséges nyersanyagok közül. A Gassho-stílusú ház építészeti szempontból az egyik legfontosabb, mivel ritka stílus. Ez a magabiztos házépítés Japánban egyedülálló, és az országon belül sehol máshol nem használják a tetőterületet, a passzív tárolást kivéve. Jelentős jelentősége van annak, hogy ezeknek a falvaknak társadalmi szerkezete, amelynek elrendezése egyenlő az anyagi megnyilvánulással, az 1950 óta Japánban bekövetkezett drasztikus gazdasági változások ellenére is fennmaradt. Fontos megemlíteni, hogy mindhárom falu komplex tűzoltó rendszerrel van felszerelve, és a lakosok önkéntes tűzoltó osztagokba csoportosulnak szükség esetén. Emellett minden egyes tulajdonos közvetlenül felel a háza fenntartásáért, javításáért, melynek során csak hagyományos módszereket és anyagokat használhat, a lefektetett megőrzési terveket követve és figyelembe véve.

### Bruno Tautfelfedezése
Sirakava-gó gassó-stílusú házainak tervezéséről a figyelemre méltó német minimalista építész és építészmérnök, Bruno Taut (1880 – 1938) tesz először említést. Azt mondják, hogy A japán szépség újra felfedezése című könyvének motivációja egyrészt a gassó-stílustervezéstől ered. Bruno Taut több, mint három évet tartózkodott Japánban, 1933-tól 1936-ig, országszerte utazgatva, írásához anyagot gyűjtve. 1935 májusában meglátogatta Sirakava-gó-t. Könyvében Taut megcsodálta, hogy gassó stílusú házak építészeti szempontból racionálisak és logikusak, és megjegyzi: 

„Ez a táj nem japán. Legalábbis olyan forgatókönyv, amellyel korábban nem találkoztam. Ez biztosan Svájc, vagy egyébként Svájc illúziója.”

 A Taut nagyszerű véleménye Sirkava-gó gassó-stílusú építészetéről a világ minden tájáról felhívta az emberek figyelmét.

## Ogimacsi falu (荻町)
Világörökségként való bejegyzésnél (1994. augusztus) Ogimacsi 152 háztartást tartalmazott és 634 fő lakott ott. Az 1876-os feljegyzések azt mutatták, hogy ebben az időben a faluban 99 háztartás volt, így a legnagyobb volt a Sirakava-Muri-ba tartozó 23 falu közül. A falu központi része a Só-folyó keleti oldalán terül el, ami mintegy 1500 méter hosszú, 350 méter széles, és 500 méteres magasságban van. A parasztházak többségét a termőföld telkével választják el egymástól. A 2-4 méter széles utak hálózata, amik összekötik ezeket a házakat, az Edo-korból származnak. Emellett van egy dominánsabb, 6 m-es útszakasz észak-déli irányban, ami a falu közepén halad át, 1890-ben építették újjá. A hegyek meredek talajánál épült házak kis teraszokon helyezkednek el.

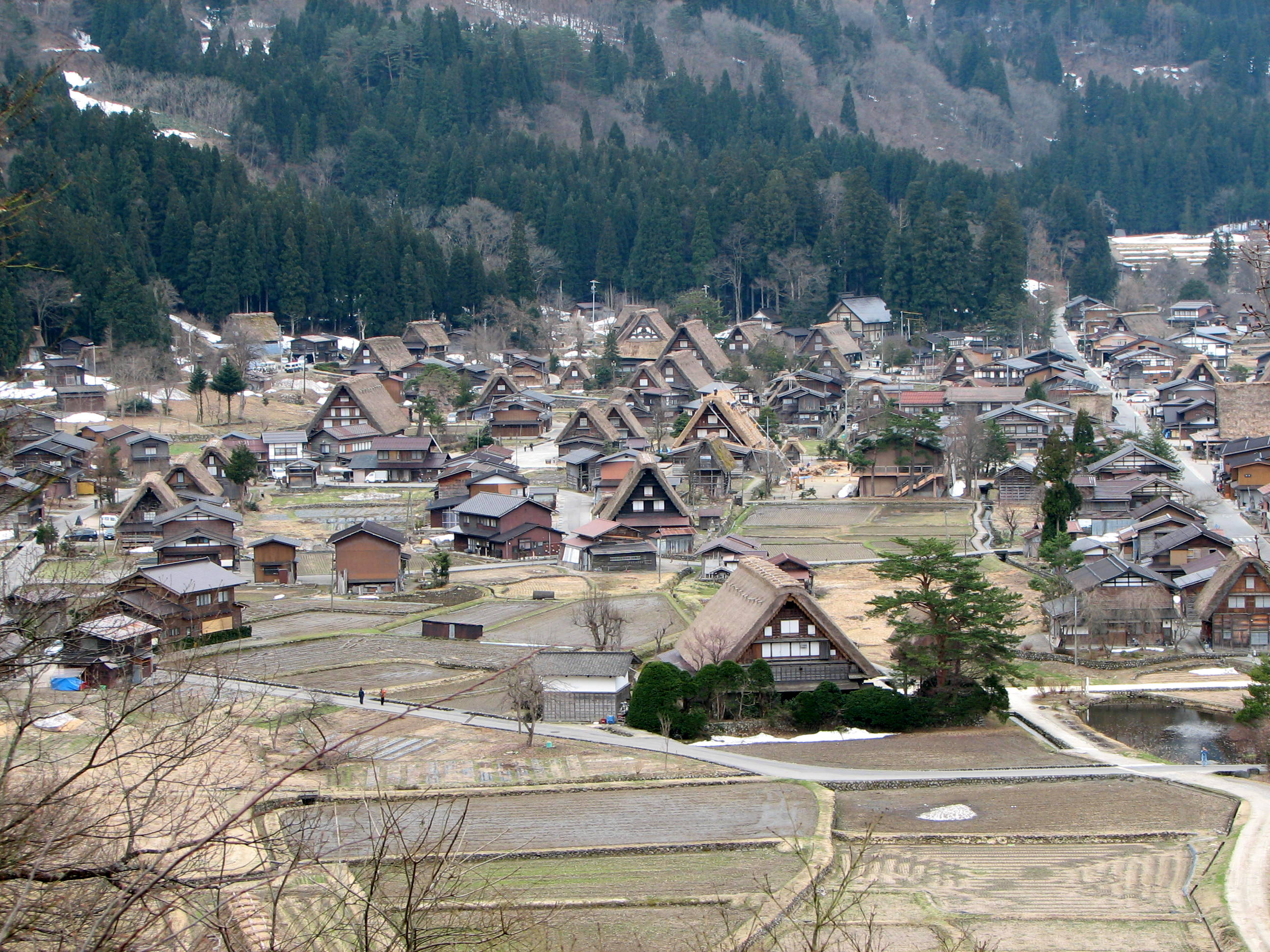

Az ingatlanhatárokat általában a kis utak hálózata határozza meg, így a falu nyitott jellegű. A legtöbb rizsre vagy gabonatermesztésre szánt földterület nagyon kicsi, nagy részük a falu északi és déli oldalán található nagyobb földrészeken helyezkednek el. 
A falu déli-középső részén található a sintó szentély, ahol a falut őrző istenség lakik, valamint Ogimacsiban van a Dzsódo Sinsu (浄土真宗) szekta két buddhista temploma is. Az Ogimacsi falu történelmi épületeinek megnevezésében, napjainkban 117 épület és hét melléképület szerepel. Ezek közül 59 Gassó-stílusú parasztház, amik többnyire az Edo-kor és a Meidzsi-időszak végéről maradtak fenn (azaz a 19. század elejétől a 20. század elejéig). Ezért e területet a kulturális örökségek védelmére vonatkozó japán törvény óvja. Ezeknek a Gassó-stílusú házaknak minden gerince párhuzamos a Só-folyóval, így egy egységes és vonzó falusi képet hoz létre.